# Catharina Elisabeth Goethe
Catharina Elisabeth Goethe, roz. Textor, (přechýleně Goethová) (19. února 1731, Frankfurt nad Mohanem – 13. září 1808, tamtéž) byla matkou jednoho z nejvýznamnějších představitelů německé a světové literatury, Johanna Wolfganga Goetha a příslušnice významného právnického rodu Textorů. Byla známa též pod přezdívkami Frau Aja a Frau Rat. Stýkala se rovněž s okruhem známých osobností, jako byly Bettina von Arnim či Charlotte von Stein.

## Život
Narodila se jako nejstarší dcera Johanna Wolfganga Textora (1693 – 1771) a jeho chotě Anny Margarethy Lidheimerové (1711 – 1783), dcery právníka Cornelia Lindheima (1671 – 1722). Její otec byl říšský rada a starosta Frankfurtu nad Mohanem.

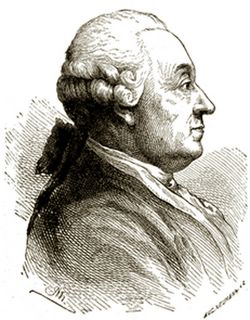
Johann Caspar Goethe

Jako nezletilá se dne 20. srpna 1748 provdala za tehdy osmatřicetiletého Johanna Caspara Goetha. Oddával je významný německý luteránský teolog Johann Philipp Fresenius. Za rok a osm dní se jim narodil jejich nejstarší syn Johann Wolfgang Goethe. Po něm následovalo dalších šest dětí, ale dospělosti dosáhla již pouze dcera Cornelia.
| „                            | Po otci jsem zdědil povahu a vážné braní života, po matičce veselost a chuť k vymýšlení. | “ |
| — Johann Wolfgang von Goethe |                                                                                          |   |

Zemřela 13. září 1808. Je pohřbena v Peterskirchhofu v rodinném hrobě Textorů, ve Frankfurtu.
Na její počest po ní bylo pojmenováno frankfurtské gymnázium Elisabethenschule.